# Station Pęzino
Station Pęzino is een spoorwegstation in de Poolse plaats Pęzino.